# Breakout (computerspel)
Breakout is een arcadespel gemaakt door Atari en werd geïntroduceerd op 13 mei 1976. Het computerspel werd later geporteerd naar andere platformen zoals Atari 2600 en MSX. Ook is het als app verkrijgbaar in de verschillende app-stores, zodat het ook op mobiele telefoons of tablets kan worden gespeeld. Op basis van dit spel zijn er ontelbaar andere spellen gemaakt volgens hetzelfde principe.

## Gameplay
In het spel zijn er verschillende lagen van stenen boven aan het scherm. Een bal gaat heen en weer over het scherm. Wanneer de bal een steen raakt, verdwijnt de steen en kaatst de bal terug. De speler heeft een peddel die hij kan verplaatsen. Als de bal de peddel raakt, kaatst hij terug. Als de bal helemaal onder aan het scherm komt, voorbij de peddel, verliest de speler een leven. Het is dus de bedoeling dat de speler door de peddel te verplaatsen ervoor zorgt dat dit niet gebeurt. Om naar een volgend level te kunnen gaan is het altijd de bedoeling om alle stenen weg te krijgen door het balletje ertegenaan te laten botsen. Dit wordt soms aangevuld met vallende power-ups die verschijnen als de bal de stenen raakt. Deze worden geactiveerd door ze met de peddel te raken voordat ze van het scherm verdwijnen en geven dan extra effecten aan de peddel, zoals schieten of het feit dat de bal aan de peddel blijft "kleven". Ook kunnen hiermee extra levens worden verdiend of een warp naar een volgend level.

## Geschiedenis
De originele Arcade-versie van Breakout was ontwikkeld voor een zwart-witscherm, maar het bovenste deel van het scherm was beplakt met doorzichtige gekleurde stroken, zodat de stenen er gekleurd uitzagen. Dit is op moderne kleurenschermen nog te zien aan het feit dat de stenen vaak in rijen van dezelfde kleur worden afgebeeld.
Er zijn geruchten dat het originele elektrische circuit van Breakout gemaakt is door Steve Jobs en Steve Wozniak (de oprichters van Apple). Volgens dit verhaal werd het originele programma met erg weinig elektrische circuits gemaakt. Het ontwerp van Wozniak was zo ingewikkeld dat de ingenieurs van Atari niet begrepen hoe het werkte en het originele circuit dus niet met massaproductie konden maken. Het circuit moest opnieuw ontworpen worden vooraleer men kon overgaan op massaproductie.

## Trivia
- Het spel is opgenomen in het boek 1001 Video Games You Must Play Before You Die van Tony Mott.